# Emittent (Finanzmarkt)
Ein Emittent ist ein Wirtschaftssubjekt, das zum Zwecke der Kapitalbeschaffung Wertpapiere oder ähnliche Urkunden auf den Geld- oder Kapitalmärkten ausgibt oder mit Hilfe eines Bankenkonsortiums ausgeben lässt. Auch die Notenbanken werden bei der Ausgabe von Geld als gesetzlichem Zahlungsmittel gelegentlich als Emittenten bezeichnet.

## Allgemeines
Zu den Wirtschaftssubjekten, die als Emittenten in Frage kommen, gehören Unternehmen und der Staat mit seinen Untergliederungen. Für die Emittenten dient die Ausgabe der Beschaffung bzw. Erhöhung des Eigen- oder Fremdkapitals sowie der Erhöhung der Marktkapitalisierung. Der Vorgang der Ausgabe von Wertpapieren wird Emission genannt. Bei der Beschaffung des Eigenkapitals werden Aktien emittiert, während Fremdkapital durch die Begebung von Anleihen aufgenommen wird. Aktien und Anleihen werden auf dem Kapitalmarkt gehandelt, Genussscheine, Wandelobligationen und sonstiges Mezzanine-Kapital als Zwischenform zwischen Eigen- und Fremdkapital sind ebenfalls Handelsobjekt des Kapitalmarkts. Commercial Papers oder Medium Term Notes als kurz- bis mittelfristige Kreditverbriefungen sind Handelsobjekt des Geldmarkts.

## Art der Emittenten
Emittent nach Artikel 2 Nr. 2 Verordnung (EG) Nr. 1287/2006 vom 10. August 2006 zur Durchführung der Richtlinie 2004/39/EG des Europäischen Parlaments und des Rates betreffend die Aufzeichnungspflichten für Wertpapierfirmen, die Meldung von Geschäften, die Markttransparenz, die Zulassung von Finanzinstrumenten zum Handel und bestimmte Begriffe im Sinne dieser Richtlinie ist eine Person, die übertragbare Wertpapiere und gegebenenfalls andere Finanzinstrumente emittiert. Auch wenn diese Legaldefinition natürliche Personen als Emittenten nicht ausdrücklich ausschließt, so kommen in der Wirtschaftspraxis emissionsfähige Industrie-, Handels- oder Verkehrsunternehmen, Kreditinstitute, Versicherungen oder Gebietskörperschaften bis hin zum Staat in Frage. Sobald diese Institutionen ihren Fremdkapitalbedarf nicht durch direkte Kreditaufnahme decken oder ihr Eigenkapital nicht aus Innenfinanzierung bestreiten, sondern die Verbriefung durch Wertpapiere wählen, beginnt ihre Funktion als Emittent. Der Begriff des Emittenten ist also eng mit dem Wertpapierbegriff verbunden. Zudem muss der Emittent Emissionsfähigkeit besitzen. Sie liegt vor, wenn der voraussichtliche Kurswert der zuzulassenden Aktien oder das Eigenkapital des Emittenten im Sinne des § 266 Abs. 3 Buchstabe A HGB gemäß § 2 BörsZulV mindestens 1.250.000 Euro oder 10.000 Stück beträgt.

## Art der Emission
Wertpapieremissionen können nach ihrer Häufigkeit und nach dem Interesse, das ein Emittent verfolgt, unterschieden werden. Ferner gibt es die öffentliche und nicht-öffentliche Emission.

### Nach der Häufigkeit
Sofern ein Emittent erstmals Wertpapiere platziert, handelt es sich um einen Neuemittenten; Emittenten mit permanenter Präsenz auf den Geld- und Kapitalmärkten werden entsprechend Daueremittenten genannt. Neuemissionen – auch wenn ein Emittent nach vielen Jahren erstmals wieder auf dem Kapitalmarkt auftritt – unterliegen einer besonderen Aufmerksamkeit aller Marktteilnehmer, insbesondere bei Kreditinstituten, Anlegern und Medien. Der Börsengang gehört in diesem Zusammenhang zu den Neuemissionen. Zu den Daueremittenten zählen insbesondere Kreditinstitute, die permanent Fremdkapital für die Finanzierung ihres Kreditgeschäfts benötigen.

### Nach dem Emissionsinteresse
Der Emittent platziert bei der Selbstemission seine eigenen Wertpapiere im eigenen Namen und für eigene Rechnung. Er fungiert dann als direkter Kontrahent des Anlegerpublikums und muss infolgedessen das Absatzrisiko selbst übernehmen, wobei auch die vollständige technische Abwicklung von ihm zu organisieren ist. Selbstemissionen kommen deshalb meistens bei Kreditinstituten vor. Sonstige Unternehmen können aus rechtlichen Gründen nur als Selbstemittent auftreten, wenn die Emission außerbörslich stattfindet.
Bei der Fremdemission bedient sich der Emittent eines oder mehrerer Kreditinstitute, die als Emissionskonsortium fungieren und dabei die Wertpapieremission für den Emittenten durchführen. Die Mitglieder eines Konsortiums verfügen über die für die Wertpapieremission notwendige Expertise und Vertriebsorganisation. Zudem wird die technische Abwicklung vom Konsortium übernommen, das – im Falle eines Übernahmekonsortiums – auch das Absatzrisiko trägt.

### Öffentliche und nicht-öffentliche Emission
Die Emittenten benötigen beim Börsengang die Unterstützung mindestens von einem Kreditinstitut, weil in § 32 Abs. 2 BörsG bei der Wertpapierzulassung die Mitwirkung von Kreditinstituten verlangt wird. Diese Hürde kann nur bei Selbstemissionen im Wege der Privatplatzierung außerhalb der Börse vermieden werden. Bei Wertpapieremissionen im Rahmen der Privatplatzierung ist das Angebot nur an wenige Investoren direkt gerichtet und wird nicht – etwa im Rahmen eines Emissionsprospektes – veröffentlicht. Diese Form der außerbörslichen Vermarktung geschieht meist ohne jegliche Beteiligung der Öffentlichkeit.

## Rechtsfragen
Die Emission von Wertpapieren ist in Teilbereichen gesetzlich reguliert. In § 32 Abs. 2 BörsG wird verlangt, dass die Zulassung von Wertpapieren zum Börsenhandel vom Emittenten der Wertpapiere zusammen mit einem Kreditinstitut zu beantragen ist. Das gilt nicht, wenn der Antragsteller selbst ein Kreditinstitut ist. In beiden Fällen muss das Kreditinstitut an einer inländischen Börse mit dem Recht zur Teilnahme am Handel zugelassen sein. Damit soll sichergestellt werden, dass Emittenten, die selbst nicht Kreditinstitut sind, die fachliche Expertise der Kreditinstitute nutzen. Der Gesetzgeber hat ein rechtliches Interesse daran, Gläubiger und Aktionäre weitgehend zu schützen und für einen geordneten Börsenhandel zu sorgen.

### Börsenzulassung
Der Emittent und seine Wertpapiere müssen den Bestimmungen entsprechen, die zum Schutz des Publikums und für einen ordnungsgemäßen Börsenhandel erlassen wurden. Der Emittent muss seit mindestens drei Jahren bestehen (§ 3 Abs. 1 BörsZulV), die Wertpapiere müssen dem Wertpapierrecht entsprechen (§ 4 BörsZulV), frei handelbar sein (§ 5 BörsZulV), ausreichenden Streubesitz aufweisen (§ 9 Abs. 1 BörsZulV), dem Zulassungsantrag sind nach § 48 Abs. 2 BörsZulV bestimmte Dokumente beizufügen. Die Zulassung wird von der Geschäftsführung auf Kosten der Antragsteller im Bundesanzeiger veröffentlicht (§ 51 BörsZulV).
Wertpapiere können gemäß § 33 Abs. 1 BörsG auf Antrag eines Handelsteilnehmers oder von Amts wegen durch die Geschäftsführung der Börse zum Börsenhandel in den regulierten Markt einbezogen werden, wenn die Wertpapiere bereits an einer anderen inländischen Börse zum Handel im regulierten Markt, in einem anderen Mitgliedstaat der Europäischen Union oder in einem anderen Vertragsstaat des Abkommens über den Europäischen Wirtschaftsraum zum Handel an einem organisierten Markt oder an einem Markt in einem Drittstaat, sofern an diesem Markt Zulassungsvoraussetzungen und Melde- und Transparenzpflichten bestehen, die mit denen im regulierten Markt für zugelassene Wertpapiere vergleichbar sind, und der Informationsaustausch zum Zwecke der Überwachung des Handels mit den zuständigen Stellen in dem jeweiligen Staat gewährleistet ist, zugelassen sind.
In § 34 Nr. 1a BörsG wird die Bundesregierung ermächtigt, durch Rechtsverordnung die Anforderungen an den Emittenten im Hinblick auf seine Rechtsgrundlage, seine Größe und die Dauer seines Bestehens zu konkretisieren. Das ist durch § 3 BörsZulV geschehen, wonach der Emittent zuzulassender Aktien mindestens drei Jahre als Unternehmen bestanden und seine Jahresabschlüsse für die drei dem Antrag vorangegangenen Geschäftsjahre entsprechend den hierfür geltenden Vorschriften offengelegt haben muss.
Eine weitere wichtige Grundlage für die Zulassung ist ein Zulassungsprospekt auf der Basis des Wertpapierprospektgesetzes oder ein ausführlicher Verkaufsprospekt im Sinne der §§ 164, § 165, § 166 KAGB. Der Prospekt ist auch vom begleitenden Kreditinstitut zu unterzeichnen. Stellt das Konsortium gemeinsam mit dem Emittenten den Zulassungsantrag für die Börse, übernimmt es die volle Prospekthaftung; im Innenverhältnis zum Emittenten wird dann regelmäßig ein Freistellungsanspruch aus der Haftung als Prospektveranlasser vereinbart, sodass der Emittent für den Prospektinhalt letztlich alleine haftet.

### Berichterstattungspflicht
Der zum Börsenhandel zugelassene Emittent hat gemäß § 41 BörsG bestimmte Auskünfte zu erteilen, die zur ordnungsgemäßen Erfüllung der Aufgaben der Börse im Hinblick auf die Zulassung und die Einführung der Wertpapiere erforderlich sind. Weitere Berichterstattungspflichten eines Emittenten ergeben sich aus den §§ 48, § 49 sowie § 50 WpHG.
Der Emittent von Kapitalanlagen wird durch gesetzliche Gebote dazu angehalten, der öffentlichen Platzierung einer Kapitalanlage einen Emissionsprospekt vorangehen zu lassen (Emissionspublizität; § 14 Abs. 1 WpPG), in periodischen Abständen über die Wertentwicklung der Anlage zu berichten (Regelpublizität; §§ 264 ff. HGB in Verbindung mit § 325 HGB); Zwischenberichterstattung (§ 116 WpHG) und außergewöhnliche Umstände zeitnah zu veröffentlichen (Ad-hoc-Publizität; § 26 WpHG). Zahlreiche Gebote („Allgemeine Verhaltensregeln“) enthält auch § 63 WpHG.

## Emissionskonsortien
Das Emissionskonsortium führt im Rahmen der Geschäftsbesorgung (§§ 675 ff. BGB) für einen Emittenten die Begebung von Wertpapieren (insbesondere Aktien oder Anleihen; Börsengang) durch, indem es diese auf dem Geld- oder Kapitalmarkt platziert oder im Eigenbestand hält. Das Konsortium berät und begleitet den Emittenten in den verschiedenen Phasen der Emission. Erste Phase ist die Bedarfsermittlung, der die Prospekterstellung folgt. Danach wird das Zulassungsverfahren für die zu emittierenden Wertpapiere in Zusammenarbeit mit den entsprechenden Börsen-, Aufsichts- und Abwicklungsstellen betrieben. Dieses sind in Deutschland insbesondere die Deutsche Börse, die BaFin sowie die Clearstream. Nach Zulassung folgt schließlich die Platzierung, für die dem Emissionskonsortium als Vertriebswege insbesondere die Börse, die Privatplatzierung (Direktvertrieb über die Filialen der Konsortialbanken) oder die Übernahme in den Eigenbestand zur Verfügung stehen.
Bei Emissionskonsortien (Wertpapiere) handelt es sich um ein Begebungskonsortium nach § 1 Abs. 1 Satz 2 Nr. 4 KWG, wenn lediglich ein Finanzkommissionsgeschäft übernommen wird. Dann liegt das Platzierungsrisiko weiterhin beim Emittenten (englisch best effort). Beim Underwriting hingegen verpflichtet sich der Konsortialführer verbindlich gegenüber dem Emittenten, den gesamten Emissionsbetrag zu übernehmen (deshalb auch: Übernahmekonsortium), wobei der Konsortialführer und/oder die Konsorten das Risiko eingehen, im schlechtesten Falle die gesamte Emission alleine platzieren oder übernehmen zu müssen. Bei Aktienemissionen bietet sich ausschließlich das Übernahmekonsortium an, damit die vorgesehene Kapitalerhöhung zustande kommt und ins Handelsregister eingetragen werden kann. Das Underwriting gilt aufsichtsrechtlich als Emissionsgeschäft nach § 1 Abs. 1 Satz 2 Nr. 10 KWG.

## Emittentenrisiken
Das Emittentenrisiko besteht aus der Gefahr, dass der Emittent den eingegangenen finanziellen Verpflichtungen nicht nachkommen kann. Dies kann bei Schuldverschreibungen oder Zertifikaten in einer Stundung, einer nur teilweisen Zinsleistung oder nur teilweisen Rückzahlung zum Laufzeitende bestehen, schlimmstenfalls aber einen Totalausfall für den Gläubiger zur Folge haben. Entsprechend besteht bei Aktien ein Insolvenzrisiko, das sowohl einen Dividenden-Ausfall, einen drastischen Kursverfall oder gar einen Totalausfall für den Aktionär bedeuten kann.
Die Bedeutung des Emittentenrisikos zeigte sich in der Finanzkrise ab 2007. So sind beispielsweise nach der Insolvenz von Lehman Brothers im September 2008 die von dieser Bank ausgegebenen Zertifikate zunächst vom Börsenhandel ausgesetzt worden. Es musste mit einem Totalausfall für die Investoren gerechnet werden.